# Анисимовка (Ростовская область)
Анисимовка — хутор в Кашарском районе Ростовской области.
Входит в состав Верхнемакеевского сельского поселения.

## География
На хуторе имеется одна улица:  Садовая.

## Население
| 2010 |
| ---- |
| 4    |